# Tachymenis peruviana
Tachymenis peruviana — вид отруйних змій родини полозових (Colubridae). Мешкає в Андах.

## Поширення і екологія
Tachymenis peruviana мешкають в Перу (на південь від Ла-Лібертада), Болівії, північному Чилі і північно-західній Аргентині. Вони живуть на високогірних луках пуни, на водно-болотних угіддях, в чагарникових і кактусових заростях, зокрема серед Austrocylindropuntia subulata, на скелястих гірських схилах та в сухих міжандійських лісах. Зустрічаються на висоті від 900 до 4580 м над рівнем моря.